# 高橋ユニオンズ
高橋ユニオンズ（たかはしユニオンズ、英語: Takahashi Unions）は、かつて存在した日本のプロ野球球団である。1954年から1956年までの3年間、パシフィック・リーグに所属し活動していた。現在の千葉ロッテマリーンズの系譜に属する。

## 球団の歴史
法人としての名称は株式会社高橋球団。チームのスポンサーは戦前のイーグルスのオーナーでもあった高橋龍太郎。1953年当時、パ・リーグは7チームで構成されていたが、1チームの端数が生じるため全チームがそろって公式戦を開催できないでいた。そこで、勝率3割5分を切ったチームは強制的に解散という罰則を設けたものの、罰則適用チームはなかった。
そのため逆に1球団増やすこととなり、1954年のシーズン開幕前に高橋をスポンサーに株式会社高橋球団を設立。急造だったためパ・リーグ各チームから若手を供出するよう申し合わせがされたが、実際に集められたのは、酒豪で扱いに手を焼く選手や、戦力外の選手が大半だった。こうして高橋ユニオンズは結成された。愛称のユニオンズは寄せ集めという意味ではなく、高橋が戦前経営していた大日本麦酒の主力商品だった「ユニオンビール」からつけられたものである。
本拠地は神奈川県川崎市にあった川崎球場。予算も選手も限られた寄せ集めとあってチームの士気は今ひとつ。成績も低迷し、悪いムードを払拭するべく1955年にトンボ鉛筆製作所（現：トンボ鉛筆）と業務提携しトンボユニオンズと改称するも、改善の見込みなく1年で提携は解消し1956年に再び高橋ユニオンズに戻った。
その後、資金繰りが悪化したことや8チームでの試合編成が多すぎたことから1957年2月26日に大映スターズに吸収合併され大映ユニオンズに、翌1958年3月10日に毎日オリオンズに吸収合併され毎日大映オリオンズ（通称：大毎オリオンズ）となった。
大映ユニオンズと毎日大映オリオンズの後身にあたる千葉ロッテマリーンズの球団史では高橋ユニオンズは傍系扱いであり、結成年度やその他の記録は一切カウントされないことになっている。
高橋ユニオンズに在籍していた佐々木信也によると、観客が30人に満たない状況もあった模様。宇佐美徹也の著書『プロ野球記録大鑑』（講談社）に3年間の観客動員数の記載があり、1954年は140試合で21万2千人、1955年141試合16万3千人、1956年154試合13万6千人とあるが、これは水増しも含めた数字と推測される。3年間の観客動員数は阪神タイガース対読売ジャイアンツの9試合分ともいわれた。佐々木は高橋の大映への合併に関して「チームが高橋との合併球団である大映ユニオンズ（15人）、東映フライヤーズ（6人）、近鉄パールス（4人）、解雇（7人）の4グループに引き裂かれた」という経緯上、野球体育博物館の職員に対して合併というよりは球団解散に表現を改めるべきだ」と唱えている。
2004年11月に東北楽天ゴールデンイーグルスが参入するまでの50年間、日本プロ野球における既存球団の買収でない純然たる新規参入はなかった。

## チームの特徴
- 1955年、同球団所属のヴィクトル・スタルヒン投手が日本球界初の300勝を達成。この年でスタルヒンは引退したため、スタルヒンの記録が報道されるときは所属球団欄に「トンボ」と表記されることがある[1]。スタルヒンは球団の契約選手第1号であった。1956年には後に『プロ野球ニュース』のキャスターとなる佐々木信也が入団。新人でありながら全試合（当時は154試合）全イニング出場、リーグ最多安打、ベストナイン受賞と活躍している。
- 同じ1955年、開幕戦から12連敗（引き分けなし）という、当時のNPBワーストという不名誉な記録を経験している。
- 同じく1955年には開幕から14試合を終えた時点で1勝13敗（引分なし）となり、勝率7分1厘を記録した。この勝率も開幕後未勝利の時期を除くシーズン途中の勝率として当時のNPBワースト記録であった。その後1979年に西武が16試合を終えた時点で1勝13敗2引分となり並び、2022年に阪神タイガースが16試合を終えた時点で1勝14敗1引分（勝率6分7厘）となり更新された[2]。
- 監督以下、選手も古手揃い、強面揃いで、打席に立つとキャッチャーに「おい若えの、イン（コース）の高めだ」などと凄み、その通りに投げさせるが空振りした。応援団も柄が悪く、試合中に球審の名を呼んで「おい、入院したいか」などとヤジるのはしょっちゅうだった。
- 一方でチーム内の雰囲気は暖かく、サヨナラエラーを犯した佐々木を誰も責めず、抱えあげてベンチに連れて行った選手もいたという。佐々木は当時「ああ、なんていいチームなんだ」と思ったが、後年「そんな高橋だから弱かったんだろう」と振り返っている。佐々木は最後のキャンプで撮った写真を今も大事にしているという[3]。
- ドン・ブッサン外野手は打球に対して必ず一歩前進してからバックしていた。ある時、レフトへのゴロヒットをトンネルしてしまい、塀に向かって走ったが、塀に当たってはね返ってきたボールをまたトンネルし、ショートが拾うという珍プレーを演じた。
- 1955年のシーズン中に、コーチの上林繁次郎が千葉県船橋市市議会議員選挙に立候補して当選[4]。選挙運動にはエースの野村武史と二軍監督の小田野柏が試合そっちのけで関わっていた。3人とも熱心な創価学会信者であった。シーズン中に選挙運動を行ったことを問題視され、3人は退団したが、このことは熱心な日蓮宗信者で反創価学会だった永田雅一の逆鱗に触れ、球団消滅の遠因となっている。上林は後に公明党から出馬し、2期12年参院議員を務めた。
- 高橋ユニオンズの最終ゲームは1956年10月8日に浦和市営球場で行われた毎日オリオンズとのデーゲームである。2年連続で勝率が3割5分に達せず、解散の危機に瀕していた高橋を毎日ナインは気の毒に思い、先発の中川隆はど真ん中にボールを集めるも3回まで得点出来なかった。しかし4回表に二番手の植村義信から佐々木信也の2点二塁打などで3点を取り、7回にも1点加え4-1とする。高橋の先発田中照雄を4回からリリーフした飯尾為男は変わった4回に1点を失うものの、その後を無失点に抑える好投を見せる。このまま逃げ切ると思われたが、9回裏先頭打者の代打小森光生の三ゴロを前川忠男が一塁に悪送球し生かしてしまう。ここから走者を出しながらもなんとか二死を取るが満塁となり、途中出場の岡田守雄が左安打を打ち4-3と1点差となってなおも二死1,2塁。一打出れば同点、あるいは逆転サヨナラ負けという局面となった。高橋は投手を伊藤四郎に交代。この時「2年連続制裁金500万円納入か？」と静寂する高橋ベンチと反対に、毎日ベンチは「フレー、フレー!」の大合唱。実はこれは「打て」の意味でなく「振れ、振れ」という意味で声を上げていたという。この奇妙な空気のなか伊藤は打者橋本力をカウント3-2からの6球目見逃し三振に仕留めゲームセット。この年の高橋の最終勝率は三割五分〇厘六毛五糸（0.35065）となり制裁金は免れた。しかし、この努力もむなしく翌年2月に大映スターズと合併し球団は消滅した[5]。
- ユニオンズの「解団式」は1957年2月、キャンプ地の岡山県野球場で行なわれた。フェンスには「高橋ユニオンズ解団」と書かれた横断幕が貼られ、チーム全員で記念撮影を行なった後に選手が一人ずつ他球団担当者の元へ呼ばれ、それが移籍先となった。多くの選手が移籍先が決まる中、呼ばれなかった15名はそのまま球界を去ることとなった[6]。
- 馬場正平（ジャイアント馬場）は高校2年の時、チームメイトの捕手からトンボユニオンズのテストを一緒に受けないかと誘われたことがあり、受けるかどうか迷っているうちに巨人から誘いが来て、のちに入団した。この時テストに合格して入団した選手10人の成績は、「10人全員合計の通算成績が、投手は0勝、打者は38安打、一軍戦に出られないまま引退したのが4人」という惨状で、「馬場はユニオンズに入っていれば先発陣の一角に食い込んで活躍できたのではないか」とも評されている[7]。
- オーナーの高橋龍太郎の運転手が、高橋が車の座席で一心にメモを取っているので何をしているのかと聞き、高橋は「いま佐々木（信也）君の打率を計算してるんだよ」と答えた。運転手からこの話を聞いた佐々木は心から感激し、これが本当のオーナーだと思ったという[8]。
- 高橋龍太郎の孫にあたる秋山哲夫が2015年、『「高橋球団（ユニオンズ）」3年間の歩み』（計600ページ）を自費出版した[9]。

## ユニフォームの変遷

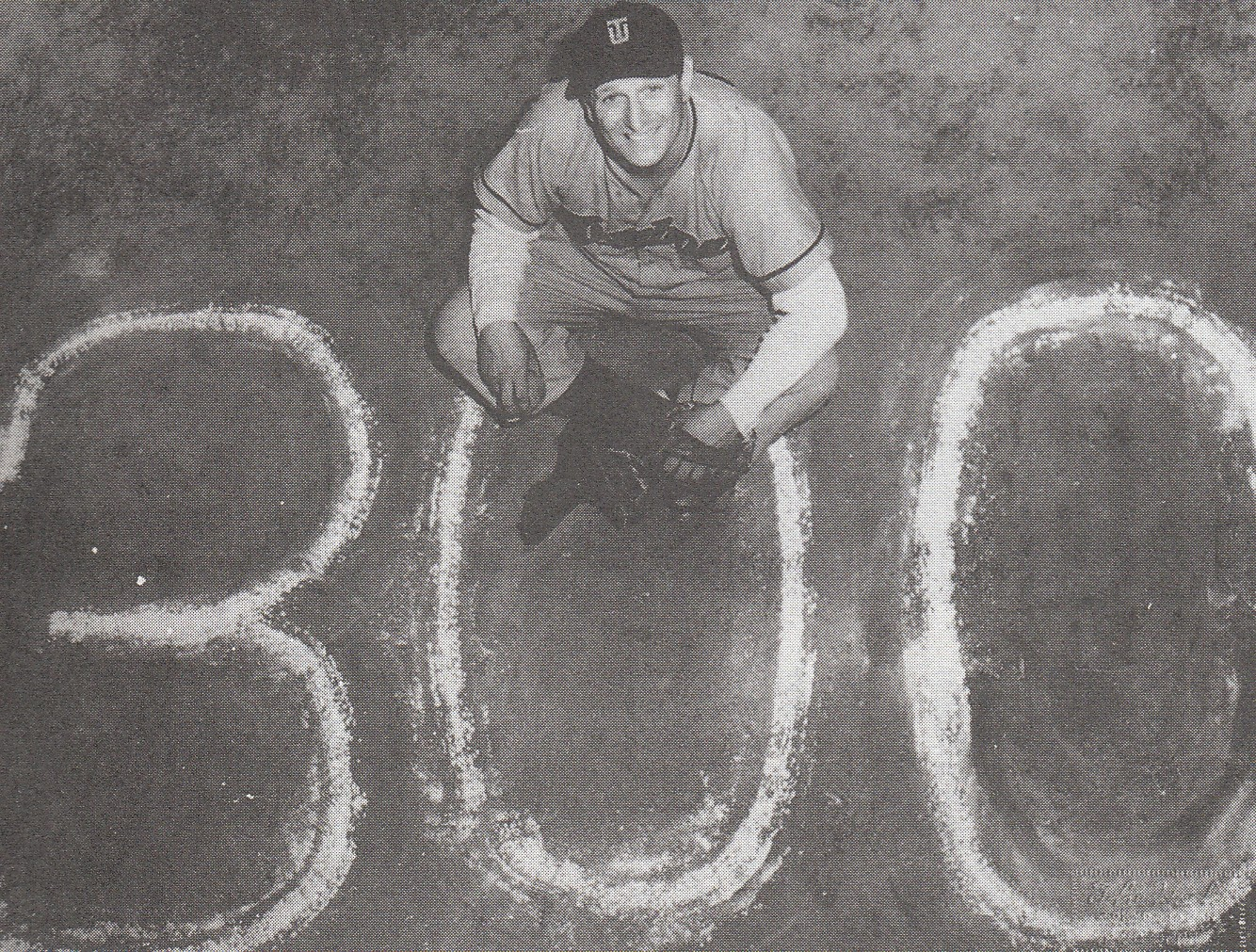
トンボユニオンズ時代のヴィクトル・スタルヒン

- 1954年 - 帽子のデザインは「T」と「U」を組み合わせ、胸文字はホーム用はゴシック体で「Unions」、ビジター用は「TAKAHASI」。
- 1955年 - 「トンボユニオンズ」となったことで、左胸にトンボ鉛筆のマークを使用（マーク下に「UNIONS」）。ビジター用は胸全面に「Tombow」。

## 年度別チーム成績
| 年度   | 監督                                                  | 順位 | 試合 | 勝利 | 敗戦 | 引分 | 勝率       | ゲーム差 | 打率 | 防御率 | 本塁打 |
| ------ | ----------------------------------------------------- | ---- | ---- | ---- | ---- | ---- | ---------- | -------- | ---- | ------ | ------ |
| 1954年 | 浜崎真二                                              | 6    | 140  | 53   | 84   | 3    | .387       | 37.0     | .229 | 3.43   | 51     |
| 1955年 | 浜崎真二 （9月19日まで） 笠原和夫 （9月24日から代行） | 8    | 141  | 42   | 98   | 1    | .300       | 57.0     | .227 | 3.94   | 40     |
| 1956年 | 笠原和夫                                              | 8    | 154  | 52   | 98   | 4    | .351（注） | 45.5     | .214 | 3.26   | 50     |

- 注 引分は0.5勝0.5敗で計算

## 歴代本拠地
- 1954-56 川崎球場 - 高橋ユニオンズが参入した翌年の1955年に大洋ホエールズが大阪球場から移転する形で川崎球場を本拠地としたため、同年から2年間は大洋ホエールズとユニオンズの2球団が川崎球場を本拠地としていた。